# Xhignesse
Xhignesse is een gehucht in de gemeente Hamoir in de Belgische provincie Luik. Het hoort bij de deelgemeente Hamoir en ligt ongeveer een kilometer ten noorden van de dorpskern. Xhignesse bestaat uit enkele boerderijen en huizen rondom een kerk, die op een heuveltje ligt.

## Kerk
De Sint-Pieterskerk van Xhignesse was ooit afhankelijk van de abdij van Stavelot. Het gebouw is opgetrokken in romaanse stijl en dateert uit het eind van de 11e of het begin van de 12e eeuw. Het heeft een basilicaal grondplan en een halfronde apsis. Het transept is even lang en hoog als het schip met koor. De apsis heeft aan de buitenzijde arcaturen rustend op pilasters met daarboven een galerij van blinde nissen. De kerk heeft een barokke preekstoel. Het gebouw werd in 1992 gerestaureerd.

## Geboren in Xhignesse
- Jean Del Cour (1627–1707), kunstenaar die de barok in Wallonië introduceerde

Deelgemeenten: Comblain-Fairon · Filot · Hamoir

Overige plaatsen: Comblain-la-Tour · Lassus · Xhignesse

Belgische gemeenten · arrondissement Hoei · provincie Luik · Wallonië